# Окуловська
Окуло́вська (рос. Окуловская) — присілок у складі Тарногського району Вологодської області, Росія. Входить до складу Ілезського сільського поселення.

## Населення
Населення — 72 особи (2010; 92 у 2002).
Національний склад (станом на 2002 рік):
- росіяни — 100 %